# Penzhinita
La penzhinita és un mineral de la classe dels sulfurs. Rep el seu nom del riu Penzhina, on va ser descoberta.

## Característiques
La penzhinita és un sulfur de fórmula química (Ag,Cu)₄Au(S,Se)₄. Cristal·litza en el sistema hexagonal. Forma intercreixements de grans allargats o en forma de plaques, de fins a 7 micròmetres.
Segons la classificació de Nickel-Strunz, la penzhinita pertany a «02.BA: sulfurs metàl·lics amb proporció M:S > 1:1 (principalment 2:1) amb coure, argent i/o or», juntament amb els minerals següents: calcocita, djurleïta, geerita, roxbyita, anilita, digenita, bornita, bellidoïta, berzelianita, athabascaïta, umangita, rickardita, weissita, acantita, mckinstryita, stromeyerita, jalpaïta, selenojalpaïta, eucairita, aguilarita, naumannita, cervel·leïta, hessita, chenguodaïta, henryita, stützita, argirodita, canfieldita, putzita, fischesserita, petrovskaïta, petzita, uytenbogaardtita, bezsmertnovita, bilibinskita i bogdanovita.

## Formació i jaciments
Va ser descoberta l'any 1984 a l'ocurrència d'or i plata de Sergeevskoye, al riu Penzhina (óblast de Kamtxatka, Rússia), l'únic indret on se n'ha trobat aquest mineral. Sol trobar-se associada a altres minerals com: or natiu, aguilarita, calcopirita o galena.